# Крижанівка (Одеський район)
Крижані́вка — село в Україні, у Фонтанській сільській громаді Одеського району Одеської області.

## Географія
Село розташоване на березі Чорного моря на схід від Одеси (за Лузанівкою) і є фактично передмістям Одеси та досить популярним місцем відпочинку для тих, хто бажає відпочити від міського гамору та подихати чистим повітрям. До території села відноситься частина із щільною забудовою на північ від селище Ліски, яка безпосередньо примикає до вулиць Бувалкіна і Сахарова м. Одеси. На території села розташований відомий в Одесі ринок Початок.

## Історія
Під час організованого радянською владою Голодомору 1932—1933 років померло щонайменше 22 жителі села.
До Крижанівської сільської ради входило також селище Ліски. З 25 жовтня 2020 року Крижанівка та селище Ліски увійшли до складу Фонтанської сільської громади.

## Населення
Відповідно з переписом УРСР 1989 року чисельність наявного населення села становила 3674 особи, з яких 1629 чоловіків та 2045 жінок.
За переписом населення України 2001 року в селі мешкало 3195 осіб.

### Мова
Розподіл населення за рідною мовою за даними перепису 2001 року:
| Мова       | Відсоток |
| ---------- | -------- |
| українська | 72,46 %  |
| російська  | 26,51 %  |
| вірменська | 0,63 %   |
| болгарська | 0,13 %   |
| білоруська | 0,09 %   |
| румунська  | 0,09 %   |
| єврейська  | 0,06 %   |

## Транспорт
З Одесою здійснюється автобусне сполучення двома маршрутами.

## Галерея

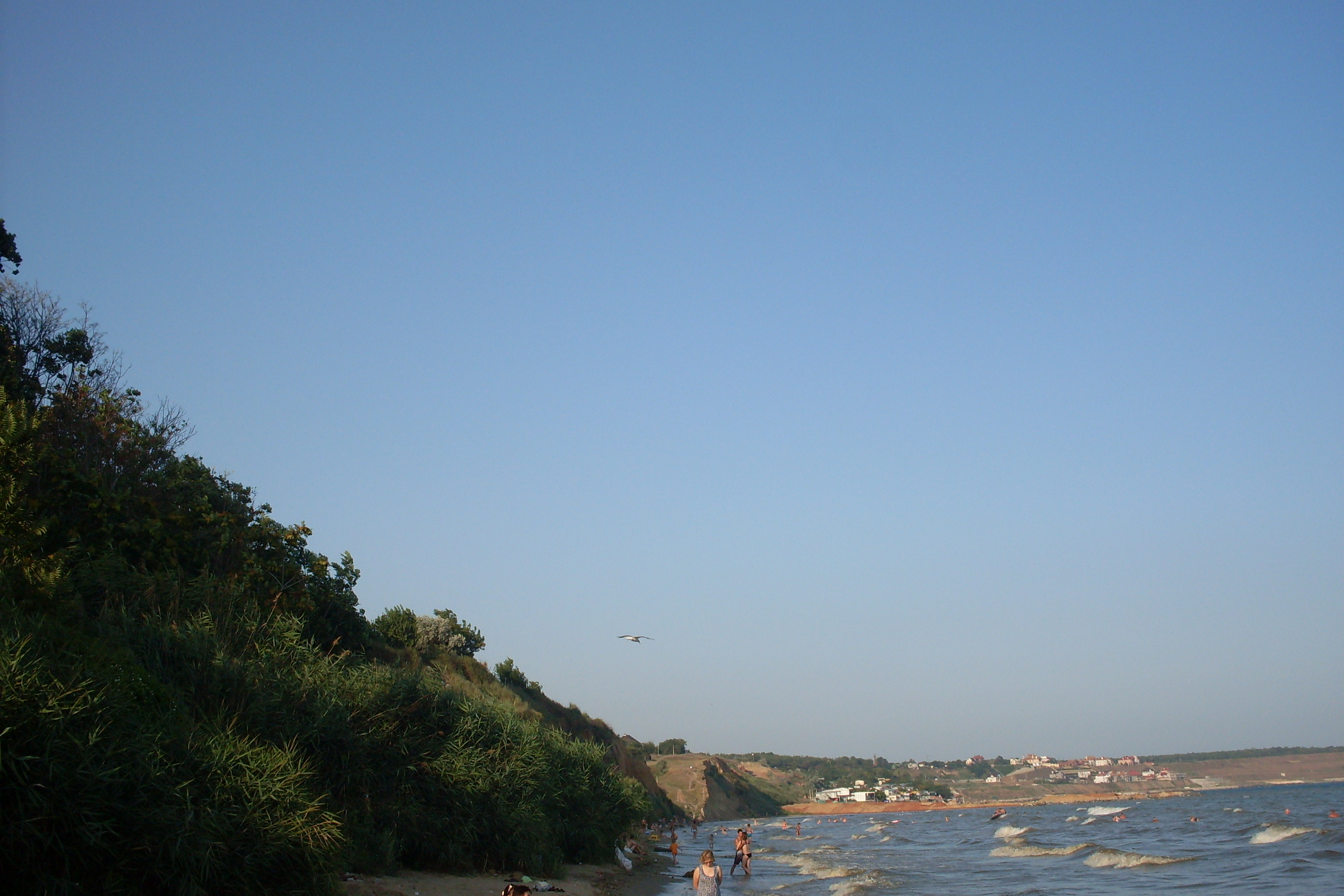
Пляж у Крижанівці
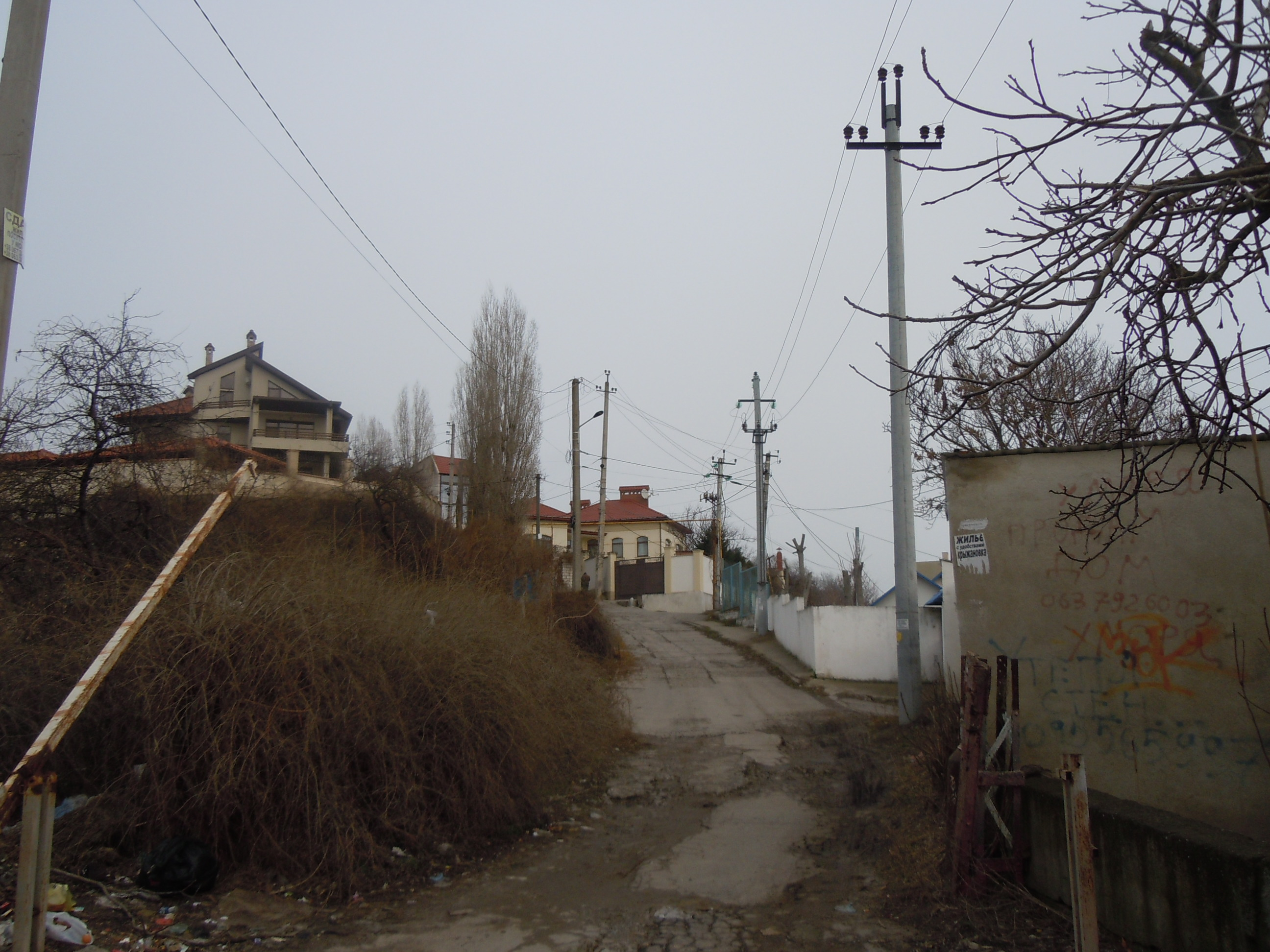
Вулиця села
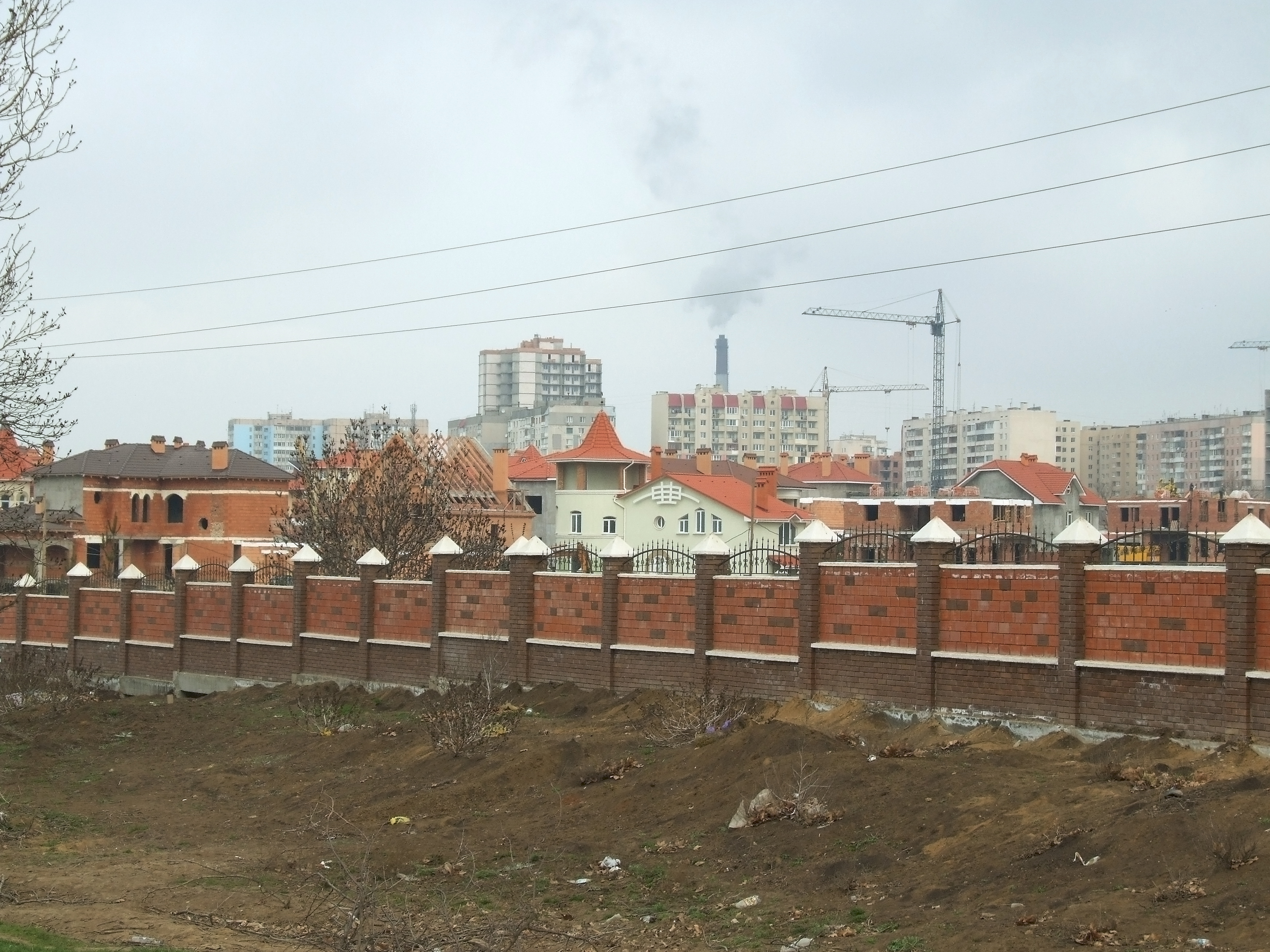
Забудова села